# Diaphractanthus bomolepis
Diaphractanthus es un género monotípico de plantas fanerógamas perteneciente a la familia de las asteráceas. Su única especie, Diaphractanthus bomolepis, es originaria de Madagascar.

## Taxonomía
Diaphractanthus bomolepis fue descrita por Jean-Henri Humbert y publicado en Mémoires de la Société Linnéenne de Normandie 25: 31, 280. 1923.